# ولینگدو
ولینگدو (به انگلیسی: Velliangadu) یک روستا در هند است که در تامیل نادو واقع شده‌است.